# ヤーニス・メディンシュ
ヤーニス・メディンシュ（Jānis Mediņš、1890年9月27日 - 1966年3月4日）は、ロシア帝国（現:ラトビア）出身の作曲家。

## 経歴
ロシア帝国支配下のリガ（現:ラトビア）出身。1904年から1913年まで地元のオーケストラに加わり、1908年からは音楽院で学んだ。その後1920年から軍楽隊長を務め、1944年からリガ・オペラ座の指揮者となった。第二次世界大戦後、スウェーデンに亡命し、ストックホルムで死去した。
作品には4つのオペラとバレエがあり、ラトビア国民楽派の伝統を打ち立てた。他に3つの交響曲、2つの管弦楽組曲、2つのチェロ協奏曲、ピアノ協奏曲、室内楽曲、カンタータなどがある。

## 家族・親族
兄弟のヤーゼプス・メディンシュ(Jānis Mediņš, 1890–1966)とイェーカブス・メディンシュ(Jēkabs Mediņš, 1885–1971)もまた作曲家である。